# Can Corbella
Can Corbella és un edifici plurifamiliar del segle XIX d’estil noemudéjar situat  a Palma, a la plaça de Cort. Projectat per l’arquitecte Nicolau Lliteres per un encàrrec de la família Corbella. Té una alçada de cinc plantes.
A la planta  baixa,destinada al comerç, hi destaquen els vitralls de colors, emmarcats per arcs de ferradura. També, els elements docoratius, plafons amb temàtica referida a les arts plàstiques, s'aproximen a l'estil modernista. Les tres plantes superiors tenen decoració ovalada amb columnes de fusta. Per acabar, la planta superior està coronada per una torre octagonal.